# Günther-Paul Grave
Günther-Paul Grave (13 de Julho de 1917 - 16 de Outubro de 1943) foi um comandante de U-Boot que serviu na Kriegsmarine durante a Segunda Guerra Mundial.